# 长白山保护开发区
长白山保护开发区，是中华人民共和国吉林省下辖的保护开发区。

## 历史
1953年至1954年，林业部森调大队，对长白山森林资源进行了调查和区划。1960年，吉林省林业勘查设计院二队，为建立长白山自然保护区再次进行了调查和区划。1960年4月，吉林省人民委员会建立了“吉林省长白山自然保护区”，同年11月成立了吉林省长白山自然保护区管理局，由省林业厅直接领导。1968年12月，长白山自然保护区管理局被撤销，各管理站被下放给安图县、长白县、抚松县。1972年12月，吉林省革命委员会重新设立长白山自然保护区管理局，由吉林省林业局直接领导。1982年8月，吉林省人民政府取消绝对保护区和一般保护区之别，统称“吉林省长白山自然保护区”。1986年7月，中华人民共和国林业部经过考证审定，经国务院批准，长白山自然保护区被列为国家级森林和野生动物类型自然保护区。
2005年，吉林省委经2005年第7次省委会议讨论同意，成立长白山管委会，管委会级别为副厅级。2006年7月19日，根据吉政发[2006]30号文件，长白山管委会为省政府的派出机构，级别为正厅级，对管理区域内的经济和社会行政事务以及自然资源实行统一领导和管理。长白山管委会具有相当于市级政府的行政管理职权，享有省政府授权、委托的部分经济社会和行政事务管理职能和权限。

## 地理资源
长白山保护开发区位于吉林省东南部，行政区域地跨延边朝鲜族自治州安图县、白山市抚松县和长白朝鲜族自治县，东南方与朝鲜民主主义人民共和国接壤。开发区总面积为13478.78平方公里，南北最大长度为128公里，东西最宽达88公里。开发区属于受季风影响的温带大陆性山地气候，有明显的垂直气候变化，冬季漫长凛冽，夏季短暂温凉，春季风大干燥，秋季多雾凉爽，年平均气温-7℃至3℃。年日照时数不足2300小时，无霜期约100天，积雪深度一般为50厘米，年降水量在700至1400毫米之间，其中6至9月降水占全年60—70％。年8级以上大风日数269天，年平均风速为11.7米／秒。
开发区内植物属长白山植物区系，植物资源丰富，主要以红松阔叶林、针阔混交林、针叶林、岳桦林、高山苔原等组成，从下到上形成五个植被分布带，具有明显的垂直分布规律。区内的国家级保护植物有刺人参、岩高兰、对开蕨、山楂海棠、瓶尔小草、长白松、长白柳、钻天柳、水曲柳、朝鲜崖柏等。国家级保护动物有东北虎、金钱豹、梅花鹿、紫貂、黑鹳、金雕、白肩雕、中华秋沙鸭、豺、麝、黑熊、棕熊、水獭等。开发区内的长白山是图们江、松花江、鸭绿江三大水系的发源地，为东北地区的水系发源地，组成东北地区的水网，全年径流量240亿立方米，水力蕴藏量347万千瓦。矿泉资源十分丰富，温水泉日平均涌水量 90吨左右，冷水泉日平均流量200吨。
开发区内探明储量的矿产有80种，其中能源矿产有煤、油页岩、铀；黑色金属矿产有铁、锰、钛、钒；有色金属矿产有铜、铅、锌、镍、钴、镁、钨、钼、汞、锑；贵金属矿产有金、银；稀有矿产、稀土、分散元素矿产有锆、重稀土氧化物、磷钇矿、独居石、镓、镉、硒、碲；冶金辅助原料非金属矿产有蓝晶石、红柱石、萤石、熔剂用灰岩、白云岩、石英岩、脉石英、耐火粘土；化工原料非金属矿产有硫铁矿、伴生硫、电石用灰岩、砷、硼、磷、明矾石、泥炭；建筑材料及其它非金属矿产有石墨、压电水晶、熔炼水晶、硅灰石、滑石、石棉、云母、长石、石榴子石等。

## 经济
2010年，长白山保护开发区实现地区生产总值16.2亿元人民币，其中第一产业增加值2.8亿元人民币，第二产业增加值3.3亿元人民币，第三产业增加值10.1亿元人民币，人均生产总值达到25166元人民币。2014年，开发区有户籍人口6.18万人，有汉族、朝鲜族、满族、回族、蒙古族、锡伯族、苗族、壮族、侗族、土家族等12个民族，其中朝鲜族、满族、回族、蒙古族4个少数民族人口最多，占全部少数民族人口99%以上。
2010年，开发区完成农林牧渔业总产值44837万元人民币，其中农业产值3648万元人民币，林业产值34648万元人民币，牧业产值4035万元人民币，渔业产值1681万元人民币。农作物播种面积1070公顷，粮食作物产量1882吨。木材产量192495立方米，幼林抚育实际面积38938公顷。肉类总产量2598吨，禽蛋产量1584吨。规模以上工业企业实现产值26712万元人民币，实现增加值10151万元人民币，实现利润总额1013万元人民币。金融机构本外币各项存款余额175882万元人民币，其中居民储蓄存款余额106522万元人民币，企事业单位存款余额69360万元人民币。
2010年，开发区实现社会消费品零售总额64530.1万元人民币，其中城镇零售额1794.4万元人民币，乡村零售额62735.7万元人民币。零售业实现零售额44162.1万元人民币，餐饮业实现零售额17919.6万元人民币。全区地方级财政收入累计完成11558万元人民币，全区一般预算全口径收入完成18323万元人民币，税款入库9425万元人民币。全区接待游客244万人次，其中国内游客229.9万人次，海外游客14.1万人次。实现旅游收入20.3亿元，其中国内旅游收入17.4亿元人民币，国外旅游收入2.9亿元人民币。

## 行政管理

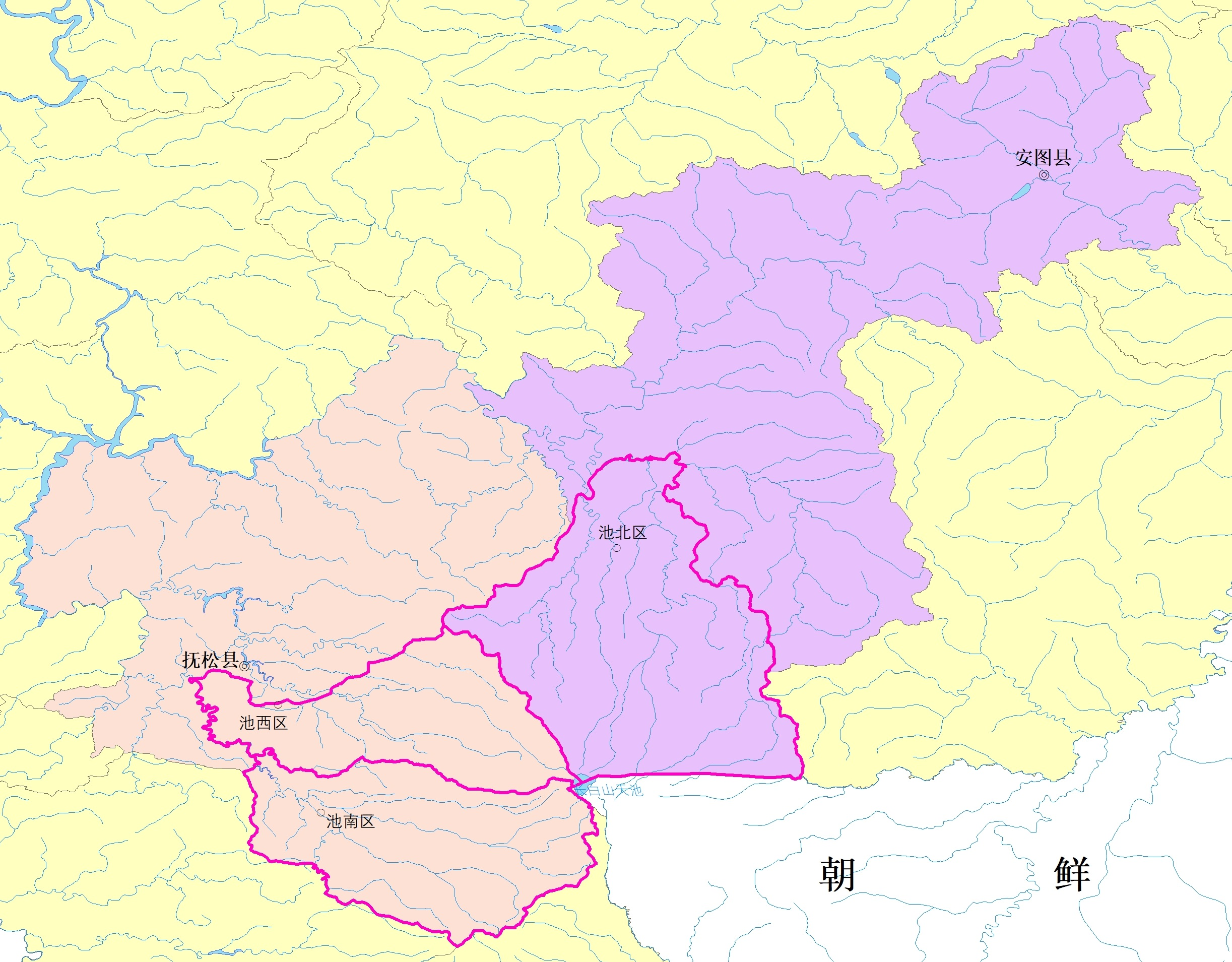
长白山保护开发区范围

### 行政区划
长白山保护开发区下辖三个经济管理区：池北经济管理区、池西经济管理区、池南经济管理区。
| 统计用区划代码 | 名称           | 区划名称                       | 所属上级区划           |
| -------------- | -------------- | ------------------------------ | ---------------------- |
| 222426120000   | 池北经济管理区 | 长白山保护开发区池北区特殊乡镇 | 延边朝鲜族自治州安图县 |
| 220621120000   | 池西经济管理区 | 长白山保护开发区池西区特殊乡镇 | 白山市抚松县           |
| 220621121000   | 池南经济管理区 | 长白山保护开发区池南区特殊乡镇 | 白山市抚松县           |

### 管理机构
长白山保护开发区下设24个机关部门、8个中省直单位、20个事业单位、2个企业单位：
- 机关部门：办公室、组织部、宣传部、统战部、政法委、巡察办、旅游文体局、经济发展局、教科局、民政局、财政局、人社局、规划资源局、生态环境局、住建局、交通局、农业水利局、商务局、卫健局、退役军人局、应急局、审计局、政数局、机关党委。
- 中省直单位：吉林省公安厅长白山公安局、长白山国家安全局、国家税务总局长白山保护开发区税务局、长白山市场监督管理局、吉林省长白山保护开发区管理委员会社会保险事业管理局、长白山司法局、长白山监察室、长白山气象局。
- 事业单位：长白山自然保护管理中心、行政服务中心、机关事务管理中心、旅游文化体育产业中心、长春办事处、综合执法支队、融媒体中心、长白山科学研究院、北京办事处、信息中心、文化事业保障中心、矿泉水保护中心、运输管理处、公路管理处、铁建中心、财政金融管理服务中心、不动产登记中心、城乡规划管理处、就业服务中心、医疗保险经办中心。
- 企业单位：长白山开发建设（集团）有限责任公司、长白山旅游股份有限公司。